# Ha Xiaoyan
Ha Xiaoyan, född 30 januari 1972, är en friidrottare från Kina. Hon deltog vid olympiska sommarspelen 1992.